# Gourgeon
Gourgeon é uma comuna francesa na região administrativa de Borgonha-Franco-Condado, no departamento de Alto Sona. Estende-se por uma área de 13,69 km². Em 2010 a comuna tinha 203 habitantes (densidade: 14,8 hab./km²).